# 墊底辣妹
《後段班辣妹應屆考上慶應大學的故事》（日语：学年ビリのギャルが1年で偏差値を40上げて慶應大学に現役合格した話，通稱），是由名古屋的一家升學補習班「青峰義塾」班主任坪田信貴所寫的作品。此作由真人真事改編，是講一位原本生活放蕩、只有小學四年級程度的高中二年級辣妹「彩」（さやか，真實人物本名為小林彩加）受到坪田的指導，提升自己的程度後，最終考上慶應義塾大學的歷程。
此作原本於STORY.JP網站發表，後由ASCII Media Works集結成書，於2013年12月出版。2014年7月時，已賣出超過50萬本，為當年日本的暢銷書之一，書本封面的辣妹並非書中的「彩」本人，而是模特兒石川戀。2015年以名稱《墊底辣妹》（映画 ビリギャル）改編為電影，由土井裕泰執導、有村架純主演，於5月1日上映。

## 電影

### 剧情
工藤彩加（有村架纯 饰），由於小學被霸凌的不愉快經驗，報考了名古屋某女子中學，並打算一直升到該學校有關聯的大學，所以她對學業毫不在意，終日玩樂打扮，到了高二，已然成為一个打扮入时、甜美可爱的时尚辣妹，她每日浓妆艳抹，和三個閨蜜昏天黑地地玩耍，对于学习全不用心，所以学习成绩早就成为全年级倒数第一名。彩加自暴自弃，觉得反正自己很笨，有一搭无一搭浪费着绝不能重来的宝贵青春。
孰料一日彩加因為抽菸被發現，校方要她招出閨蜜，她秉持義氣，寧死不屈，被校方處以「無限期停學處分」，彩加的妈妈工藤明里（吉田羊 饰）看在眼里急在心里，担心这样下去可能會失去内部升学的機會，所以建议女儿去补习班衝刺一下。彩加因而来到了坪田義孝（伊藤淳史 饰）开課的补习班，坪田的補習班非常特別，是個人化教學，一對一輔導，而且坪田精通心理學，能誘使學生自發性地追求知識。
第一次见面时，坪田着实被女孩金髮浓妆、低胸露腰、短衣短裙的性感装扮吓得瞠目结舌，不过这对师生各自坦率爽朗的性格使他们很快打成一片。经过先期測驗後，坪田发现，已经高中二年级的彩加其知识水準竟然仅相当于小学四年级，此外还闹出了把日本漢化的重要人物“圣德太子”念成“圣德胖子”的笑话。面对这样一个前所未有的挑战，坪田既没有嘲笑，也没有气馁，他反而称赞彩加的想法是“天才级的构思”，甚至还做出了一年之内要帮助彩加考上名门学府庆应大学的保证。虽然无法理解彩加为何在学习方面会有如此大的缺漏，但是坪田老师敏锐地察觉到女孩那甚至连她自己本人都未发现的实力和潜能。为此，师徒二人携手朝着山一般高的目标奋进，彩加也回返校園上學，夜間繼續補習衝刺。
在此过程中，挫折和打击接踵而至，早已习惯了失败的彩加其自信心接连受到打击，學校老師一直指責她上課補眠、不用心；明明非常努力了卻在模擬考中失利；父親只疼愛棒球校隊的弟弟而忽視了自己與妹妹；而媽媽為了自己的補習費還打零工、四處借貸；妹妹的支持；弟弟的叛逆；各種因素讓彩加心中無限痛苦，受盡折磨。
好在坪田、母亲以及喜欢她的補習班同學森玲司（野村周平 饰）等人时刻在旁边鼓励，她才能鼓起勇气站起来，她不眠不休的努力，擦乾泪水和汗水继续奋进，感動了爸爸、弟弟也重新振作，就連森玲司也從不良少年變身苦讀學子，而不知不覺中，這位曾經成績墊底的小辣妹距離她的目標越來越近……

### 人物
| 角色名稱       | 演員                                   | 台灣配音 | 中国大陆配音   | 香港配音（TVB J2）   | 介紹/備註                    |
| -------------- | -------------------------------------- | -------- | -------------- | -------------------- | ---------------------------- |
| 工藤彩加（工藤 さやか）   | 有村架純（幼年期：山田望葉、根本真陽） | 魏晶琦   | 王宥霁（山新） | 黃昕瑜               | 本作女主角，是後段班的辣妹。 |
| 坪田義孝       | 伊藤淳史                               | 吳文民   |                | 李錦綸               | 彩加的補習班講師。           |
| 森玲司         | 野村周平                               | 胡鎮璽   |                | 陳灝瑋               | 彩加的補習班同學。           |
| 本田美果       | 松井愛莉（幼年期：西川茉佑）           | 馮友薇   |                | 凌晞                 | 彩加在學校的同年級同學。     |
| 香川真紀       | 藏下穗波                               |          |                | 魏惠娥               | 彩加在學校的同年級同學。     |
| 岡崎結衣       | 阿部菜渚美                             | 魏晶琦   |                | 陳皓宜               | 彩加在學校的同年級同學。     |
| 西村隆         | 安田顯                                 | 宋克軍   |                | 蘇強文               | 彩加在學校的導師。           |
| 工藤龍太       | 大内田悠平                             |          |                | 鍾見麟               | 彩加的弟弟。                 |
| 工藤麻由美（工藤 まゆみ） | 奥田心（幼年期：川上凛子）             |          |                | 何寶珊               | 彩加的妹妹。                 |
| 工藤明里（工藤 あかり）   | 吉田羊                                 | 馮友薇   |                | 黃玉娟               | 彩加的母親。                 |
| 工藤徹         | 田中哲司                               | 宋克軍   |                | 潘文柏               | 彩加的父親。                 |
| 峰岸誠         | 山縣森熊                               | 宋克軍   |                | 譚炳文               | 補習班負責人。               |
| 佐佐木良美     | 白土七菜                               |          |                | 劉惠雲               | 補習班的學生。               |
| 宮下久美       | 金子海音                               |          |                |                      | 補習班的學生。               |
| 其他演員       | 矢島健一 中村靖日 峯村理惠             |          |                | 張炳強 麥皓豐 沈小蘭 |                              |

### 歌曲
| 類別   | 曲名        | 演唱者         |
| ------ | ----------- | -------------- |
| 主題曲 | 可能性      | サンボマスター |
| 劇中歌 | START ME UP | Saku           |

### 電視平台播出
| 頻道    | 所在地 | 播映日期      | 播出時間 | 备注     |
| ------- | ------ | ------------- | -------- | -------- |
| YouTube | 全球   | 2018年3月18日 | 00:00    | 華語配音 |

### 市場推廣
女主角有村架純親自到香港三日兩夜，協助宣傳電影並且到多間電影院謝票。現代教育亦為此電影發行商合作，在各分校設置宣傳品及印製文件夾並派發予學生。
影片在中国大陆上映的宣传曲《野子》由苏运莹演唱，连同MV于2016年3月29日公布。

### 獎項
- 第25屆日本電影影評人大獎最佳男配角獎：伊藤淳史
- 第58屆藍絲帶賞最佳女主角 : 有村架純

## 外部連結
官方
- （日語）ビリギャル公式サイト （页面存档备份，存于）
- （日語）『ビリギャル』 著者運営アカウント的X（前Twitter）
- （日語）映画「ビリギャル」｜ 公式サイト
- （日語）ビリギャル 学年ビリのギャルが1年で偏差値を40上げて慶應大学に現役合格した話 （页面存档备份，存于） - 東宝

影劇資料庫
- 映画 ビリギャル - allcinema（日語）
- 映画 ビリギャル - KINENOTE（日語）
- 互联网电影数据库（IMDb）上《墊底辣妹》的资料（英文）
- 開眼電影網上《墊底辣妹》的資料（繁體中文）
- Yahoo奇摩電影上《墊底辣妹》的資料（繁體中文）
- 雅虎香港電影上《墊底辣妹》的資料（繁體中文）
- 豆瓣电影上《墊底辣妹》的資料 （简体中文）
- 时光网上《墊底辣妹》的資料（简体中文）